# Елькінський Олександр Пилипович
Олекса́ндр Пили́пович Елькі́нський (рос. Александр Филиппович Элькинский; ?— 13(25) травня 1827, Москва) — російський архітектор.

## Біографічні відомості
Був архітектором із комісій будівель Санкт-Петербурга, а потім Москви.

## Проекти
- Будівля Малого театру
- Архітектурний комплекс Міусського цвинтаря